# G-LOC: AIR BATTLE
『G-LOC: AIR BATTLE』（ジー・ロック エア・バトル）は、1990年5月にセガから稼働されたアーケード用3Dシューティングゲーム。
同社の体感ゲームシリーズの第11作。『アフターバーナー』および『アフターバーナーII』（ともに1987年稼動）と同じくジェット戦闘機をモチーフにした作品で、操作方法は一部同じだがゲームシステムは異なる。タイトルの「G-LOC」とは、航空機を操縦中、急旋回・加速によりパイロットに重力負荷がかかり一時的な意識喪失を起こす症状を英語で表した際の言葉に起因する（詳細は「G-LOC」を参照）。
開発はセガ第2AM研究開発部が行い、同社の『スペースハリアー』（1985年稼動）や『アフターバーナー』を手掛けたスタッフが参加。ゲームデザインは鈴木裕、音楽は川口博史、美術は後に『バーチャレーシング』（1992年）を手掛ける名越稔洋が担当した。
ゲーム誌『ゲーメスト』の企画「第4回ゲーメスト大賞」（1990年度）において大賞9位、ベストシューティング賞8位、ベストグラフィック賞5位、ベストVGM賞9位を獲得した。

## ゲーム内容

### システム
画面は基本的にコクピット視点（計器部は透過）だが、背後から攻撃を受けると後方視点（アフターバーナーと同様）に切り替わる。後方攻撃を回避すると再度コクピット視点に戻る。
ゲームをスタートさせると、最初に難易度選択がある。初級は9面、中級は13面（共に最後は空母着艦面）、上級は17面構成（途中の空母着艦面で持ち時間が増える）。プレイヤーは戦闘機（F-14に似た「A8M5 MkII "ZEEK"」の名称）を操縦し、最終クリアを目指す。
基本システムとして、ステージ開始時に指定された数の敵機を撃墜するとステージクリアし、15秒＋ミサイル残弾数に応じ持ち時間が追加される。残機制ではなく、持ち時間が無くなるとゲームオーバー。敵の出現パターンはステージ毎に特定のものがループする。
バルカン攻撃を喰らったり、ミサイルをかすめる様にかわすとキャノピーが破損して視界が悪化する。敵バルカン攻撃の被弾はダメージ制で、ダメージ量が最大になると自機が墜落する。敵ミサイルが直撃すると一撃で墜落。墜落時は演出ののち復帰するが、その間も持ち時間は減り続ける。
スコアの概念は無く、ランキングは到達面数と所要時間で難易度別に集計される。

### 筐体
可動機構を備えた「デラックスタイプ」と、可動機構の無い「コクピットタイプ」がある。また海外向けにアップライト筐体がある。
デラックスタイプの可動機構は筐体前方を軸として、筐体後部に左右独立して伸び縮みするバーがあり、これを同時に伸び縮みさせる事により上昇と下降、左右別々に伸び縮みさせる事により左右傾きを表現させており、『アフターバーナー』の可動機構と比べると簡素化されたものとなっている。

### 操縦桿
アナログ入力。手前に引くと上昇、奥に倒すと下降。左右方向は、初級・中級は『アフターバーナー』と同じく左右方向への移動。上級は左右がロール操作となり、左右に傾け続けると機体も傾き続け、横回転する。
赤いボタンはバルカンガン（近距離用兵器）の発射。押しっぱなしでHUD中央部に向けて連射する。残弾数制限無し。
黄色いボタンはミサイル（遠距離用兵器）の発射。ミサイルはロックオンした状態で発射すると、敵機を自動追尾して命中する。難易度で初級を選択すると、ゲーム開始前にロックオン→ミサイル発射の一連のプロセスのチュートリアルがある。各ステージ開始時の初期装填数は30発。
なお、ロックオンしてミサイル発射、ミサイルが敵機に到達前に接近してバルカンで撃破すると、同一敵機で撃墜数が2機分カウントされる。

### スロットルレバー
シートの左脇に設置。アナログ入力で一番手前で最低速度、奥に押し込むと加速。親指の位置にあるボタンを押すとアフターバーナー。アフターバーナー中にスロットル操作を行う事で速度の調整が出来る。中級・上級では、燃料が半分以下になるとアフターバーナーが不可能となる。なお初級では使用しない。
『アフターバーナーII』のものと比べると、減速と加速の方向が前後逆で（本作の向きが実際の航空機に準拠）、レバーから手を放すと一番手前の位置に戻る。またアフターバーナーの方法も異なる。

## 移植版
| No. | タイトル                    | 発売日                                | 対応機種                                            | 開発元              | 発売元    | メディア                              | 型式             | 備考               |
| --- | --------------------------- | ------------------------------------- | --------------------------------------------------- | ------------------- | --------- | ------------------------------------- | ---------------- | ------------------ |
| 1   | G-LOC: Air Battle           | 1990年12月15日 1991年4月 1991年6月    | ゲームギア                                          | セガ第2AM研究開発部 | セガ      | 1メガビットロムカセット               | G-3204 2301      |                    |
| 2   | G-LOC: Air Battle           | 1992年1月                             | セガ・マスターシステム                              | シムス              | セガ      | ロムカセット                          | 7071             |                    |
| 3   | G-LOC: Air Battle           | 1992年                                | Amiga Amstrad CPC Atari ST コモドール64 ZX Spectrum | Images software     | U.S. Gold | フロッピーディスク カセットテープ     | -                |                    |
| 4   | G-LOC: Air Battle           | 1993年1月21日 1993年2月26日 1993年2月 | メガドライブ                                        | Probe Software      | セガ      | 8メガビットロムカセット               | 1120 G-4079 1120 |                    |
| 5   | G-LOC: Air Battle           | 2012年9月26日 2013年7月4日            | ニンテンドー3DS                                     | セガ                | セガ      | ダウンロード （バーチャルコンソール） | -                | ゲームギア版の移植 |
| 6   | SEGA AGES G-LOC: Air Battle | 2020年3月26日                         | Nintendo Switch （SEGA AGES）                       | エムツー            | セガ      | ダウンロード                          | -                | アーケード版の移植 |

日本国内ではゲームギア、メガドライブにセガが自ら移植・リリースしており、日本国外ではセガ・マスターシステム、コモドール64、ZX Spectrumなどにも移植されている。いずれも当時の家庭用ゲーム機のスペックに合わせたデチューン移植であるが、一方でオリジナル要素も追加されている（マスターシステム版のボス戦、ゲームギア版の通信対戦など）。
Nintendo Switch版『SEGA AGES G-LOC Air Battle』
- セガの過去作品のアーカイブを目的とした「SEGA AGESシリーズ」（Nintendo Switch版）として、アーケード版を忠実に移植し、2020年3月26日に配信[9]。完全移植作としては初となる。
- アーケードモード（海外版も収録）のほか、新規ミッションの追加、カーソルの移動速度を上昇した「AGESモード」を収録。
- ムービング筐体の導入。
  - 筐体の駆動音は、セガに筐体本体が存在しておらず、愛知県の「日本ゲーム博物館」にて収録した[9]。
- BGMはアーケード版ではループせずフェードアウトするが、作曲者であるHiro師匠がTwitterにて疑問を呈した[10][11]ことをきっかけに、ループ再生されるようになった[9]。
- スタッフクレジットでは、背後にR360版『G-LOC』の「体験コース」の映像が流れる[9]。

## スタッフ
アーケード版
- ゲーム・デザイン：鈴木裕
- 音楽：川口博史、高木保浩
- 美術：名越稔洋

ゲームギア版
- 企画：JUN IZY（土屋淳一）
- コード：AMIRA.T、ENDA.D、松岡雄一
- デザイン：HFHFHF
- サウンド：TARNYA（鎌谷千佳子）
- アドバイス：K.TANY
- ディレクター：ASOHY（麻生宏）

メガドライブ版
- プログラム：スチュアート・グレッグ
- グラフィック：ボブ・スティーヴンソン
- プロデュース：エードリアン・カレー、ニール・ヤング
- オーディオ：Krysalis
- 音楽：マット・ファーニス
- 追加アートワーク：ロイド・チドジー
- カバーイラスト：マーク・ウィリアム・エリクソン

## 評価
アーケード版
ゲーム誌『ゲーメスト』の企画「第4回ゲーメスト大賞」（1990年度）において、大賞9位、ベストシューティング賞8位、ベストグラフィック賞5位、ベストVGM賞9位、年間ヒットゲーム10位を獲得した。
ゲームギア版
ゲーム誌『ファミコン通信』の「クロスレビュー」では合計19点（満40点）となっている。
メガドライブ版
ゲーム誌『ファミコン通信』の「クロスレビュー」では、7・6・6・7の合計26点（満40点）、『メガドライブFAN』の読者投票による「ゲーム通信簿」での評価は以下の通りとなっており、19.9点（満30点）となっている。
| 項目 | キャラクタ | 音楽 | お買得度 | 操作性 | 熱中度 | オリジナリティ | 総合 |
| 得点 | 3.3        | 3.4  | 3.3      | 3.5    | 3.4    | 3.1            | 19.9 |

## 関連作品

### G-LOC(R-360版)
R-360での稼働用に用意されたもので、鑑賞の「体験コース」とミニゲームの「実戦コース」（難易度選択無し）がある。
- ステージクリア要素は無く、2分で終了する[9]。
- 実戦コースの操作法は上級と同じなので、操縦桿を左右に傾け続けると、容易に逆さまになる。
- スロットルレバーは無し。
- ロックオンカーソルの移動速度が速くなり、快適にロックオン出来る。
- 実戦コースは持ち時間（開始時"TIME 120.0"と表示されるが、実時間は90秒程度）が無くなると、空母に着艦して最後に撃墜数が表示されて終わる。ランキングも無い。

### ストライクファイター
翌1991年に発売されたゲーム。同一の筐体を使用しつつも、『アフターバーナー』寄りのゲームを求めていたユーザー向けにゲーム内容が調整された。メガCDとFM TOWNSに『アフターバーナーIII』のタイトルで移植されているが、BGMや敵の出現パターン等、大幅にアレンジされている。
変更点は以下の通り。
- 残機制で、持ち時間の概念がない。
- スコアが集計され、ランキングもスコアで順位付けされる。
- ステージクリア条件が撤廃され、『アフターバーナー』と同様に強制的にステージが進む。
- BGMの全面的な入れ換え（サウンドトラックも別タイトルとして市販された）。
- ミサイルは残弾数制限が無くなっている。
- 操作法は中級に準じる（難易度選択はない）。全15面（最終面は空母着艦デモのみ）。
- R-360版『G-LOC』と同様、ロックオンカーソルの移動速度が速い。
- 筐体は『G-LOC』と共通だが、カラーリングと貼られているシールが異なる。

なお、2000年に『セガ・ストライクファイター』という作品がアーケードでリリースされているが、こちらはワウ・エンターテイメント開発の別作品。時間や弾数の制限、ノルマ制のステージなど、内容は『G-LOC』に近い。

## サウンドトラック
S.S.T.BANDによるアレンジ4曲は、下記サウンドトラック以外にベストアルバムやライブアルバムにも収録されている。
- HYPER DRIVE／S.S.T.BAND（サイトロン・レーベル、1990年7月21日）
  - 2枚組。オリジナル曲のほか、アレンジ曲「AIR BATTLE」収録。
- Formula／S.S.T.BAND（サイトロン・レーベル、1991年4月21日）
  - 2枚組。『G-LOC（R360版）』ゲーム中BGMである「EARTH FRAME G」のオリジナル曲とアレンジ曲を収録。
- STRIKE FIGHTER（サイトロン・レーベル、1991年8月21日）
  - 『ストライクファイター』オリジナル曲のほか、アレンジ曲「BURN OUT[注釈 2]」「HYPER CITY[注釈 3]」収録。
- Yu-Suzuki produce G-LOC/R-360/Virtua Racing（マーベラス、1998年2月18日）
  - 鈴木裕プロデュース「セガ体感ゲーム」Vol.5。『G-LOC』『G-LOC（R360版）』オリジナル曲を収録。
- G-LOC AIR BATTLE -Series Music Collection-（ウェーブマスター、2020年3月26日）
  - 『G-LOC』『G-LOC（R360版）』『ストライクファイター』のシリーズ3作品のオリジナルサウンドを収録。また、高西圭によるS.S.T.BANDメンバー公認のアレンジ曲を収録[1]。